# Alpha-beta剪枝
Alpha-beta剪枝是一种搜索算法，用以减少极小化极大算法（Minimax算法）搜索树的节点数。这是一种对抗性搜索算法，主要应用于机器游玩的二人游戏（如井字棋、象棋、围棋）。当算法评估出某策略的后续走法比之前策略的还差时，就会停止计算该策略的后续发展。该算法和极小化极大算法所得结论相同，但剪去了不影响最终决定的分枝。

## 历史
Allen Newell和Herbert A. Simon在1958年，使用了John McCarthy所谓的“近似”alpha-beta算法，此算法当时“应已重新改造过多次”。亞瑟·李·塞謬爾（Arthur Samuel）有一个早期版本，同时Richards、Hart、Levine和/或Edwards在美国分别独立发现了alpha-beta。McCarthy在1956年达特默思会议上提出了相似理念，并在1961年建议给他的一群学生，其中包括MIT的艾伦·科托克。Alexander Brudno独立发现了alpha-beta算法，并在1963年发布成果。Donald Knuth和Ronald W. Moore在1975年优化了算法，Judea Pearl在1982年证明了其最优性。

## 对原版极小化极大算法的改进
Alpha-beta的优点是减少搜索树的分枝，将搜索时间用在“更有希望”的子树上，继而提升搜索深度。该算法和极小化极大算法一样，都是分支限界类算法。若节点搜索顺序达到最优化或近似最优化（将最佳选择排在各节点首位），则同样时间内搜索深度可达极小化极大算法的两倍多。
在（平均或恒定）分枝因子为b，搜索深度为d层的情况下，要评估的最大（即招法排序最差时）叶节点数目为O(b*b*...*b) = O(bd)——即和简单极小化极大搜索一样。若招法排序最优（即始终优先搜索最佳招法），则需要评估的最大叶节点数目按层数奇偶性，分别约为O(b*1*b*1*...*b)和O(b*1*b*1*...*1)（或O(bd/2) = O(√bd)）。其中层数为偶数时，搜索因子相当于减少了其平方根，等于能以同深度搜索两次。b*1*b*1*...意义为，对第一名玩家必须搜索全部招法找到最佳招式，但对于它们，只用将第二名玩家的最佳招法截断——alpha-beta确保无需考虑第二名玩家的其他招法。但因节点生成顺序随机，实际需要评估的节点平均约为O(b3d/4)。
一般在alpha-beta中，子树会由先手方优势或后手方优势暂时占据主导。若招式排序错误，这一优势会多次切换，每次让效率下降。随着层数深入，局面数量会呈指数性增长，因此排序早期招式价值很大。尽管改善任意深度的排序，都以能指数性减少总搜索局面，但排序临近根节点深度的全部局面相对经济。在实践中，招法排序常由早期、小型搜索决定，如通过迭代加深。
算法使用两个值alpha和beta，分别代表大分玩家放心的最高分，以及小分玩家放心的最低分。alpha和beta的初始值分别为正负无穷大，即双玩家都以可能的最低分开始游戏。在选择某节点的特定分枝后，可能发生小分玩家放心的最小分小于大分玩家放心的最大分（beta <= alpha）。这种情况下，父节点不应选择这个节点，否则父节点分数会降低，因此该分枝的其他节点没有必要继续探索。

## 伪代码
下面为一有限可靠性版本的Alpha-beta剪枝的虛擬代碼：
```
 
function
 alphabeta(node, depth, α, β, maximizingPlayer) 
// node = 节点，depth = 深度，maximizingPlayer = 大分玩家

     
if
 depth = 0 
or
 node是终端節點
         
return
 節點的啟發值
     
if
 maximizingPlayer
         v := -∞
         
for
 每个子節點
             v := max(v, alphabeta(child, depth - 1, α, β, FALSE)) 
// child = 子節點

             α := max(α, v)
             
if
 β ≤ α
                 
break
 
// β裁剪

         
return
 v
     
else

         v := ∞
         
for
 每个子節點
             v := min(v, alphabeta(child, depth - 1, α, β, TRUE))
             β := min(β, v)
             
if
 β ≤ α
                 
break
 
// α裁剪

         
return
 v
```

```
(* 初始調用 *)

alphabeta(origin, depth, -
∞
, +
∞
, TRUE) 
// origin = 初始節點
```

在這個有限可靠性的alpha-beta中，當v超出調用參數α和β構成的集合時（v < α或v > β），alphabeta函數返回值v。而與此相對，強化的有限可靠性alpha-beta限制函數返回在α與β包括範圍中的值。